# Gillingham, Kent
Gillingham (engelskt uttal: [ˈdʒɪlɪŋəm]
 ( lyssna)) är en stad i grevskapet Kent i sydöstra England. Staden ligger i enhetskommunen Medway och utgör tillsammans med Chatham, Rochester, Rainham och Strood storstadsområdet Medway. Den ligger vid floden Medways mynning, inte långt ifrån Chatham. Tätorten (built-up area) hade 108 483 invånare vid folkräkningen år 2021.
Staden har en fotbollsklubb, Gillingham FC, som spelar i den engelska tredjedivisionen League One.
Från 1880-talet och fram till rivningen 1961 var Jezreel's tower ett ovanligt landmärke i staden.
Gillingham nämndes i Domedagsboken (Domesday Book) år 1086, och kallades då Gelingeham.

## Vänorter
- Ito, Japan
- Yokosuka, Japan